# Franz Wilhelm Neger
Franz (Friedrich) Wilhelm Neger (1868 - 30 de diciembre de 1923) fue un botánico, explorador y profesor alemán.
Estudió historia natural en la Universidad de Múnich, donde se doctoró en 1892. Después de un año como profesor de secundaria en Weihenstephan, viajó a Chile como científico y asesor de la Comisión de Límites de Chile. Fue profesor del Liceo Alemán de hombres de Concepción, y permaneció en el país durante cinco años, explorando los alrededores de Concepción (Chile) e hizo una expedición de cinco meses de duración en los Andes entre 1896 a 1897 que lo llevó desde Valdivia a través de bosques vírgenes.
A su regreso a Alemania, fue nombrado curador del herbario de Múnich (1897-1902) y más tarde profesor de botánica en la Universidad Forestal de Eisenach, de 1902 a 1905, donde se trasladó con su esposa sueca. Su felicidad doméstica no duró mucho, quedó viudo un año después de su boda. Dejando atrás ese trauma se trasladó a Tharandt cerca de Dresde, donde pasó quince años como profesor de botánica en la universidad forestal de allí. Se volvió a casar en 1908 y fue padre al año siguiente.
Neger y su familia vivían en una hermosa casa en los terrenos del jardín botánico con unas vistas maravillosas de las montañas boscosas de Sajonia. En 1920, se le ofreció un puesto en la Universidad de Dresde que no pudo rechazar. Permaneció quince años de permanencia en Tharandt. Emprendió varios viajes a Europa, a España, Croacia, Córcega y a Suecia. Pasó los últimos tres años de su vida como director del Instituto Botánico y el Jardín Botánico de Dresde. Murió antes de los 60 años debido a problemas de salud agravados por la malaria contraída en Chile.

## Algunas publicaciones
- 1897. Araukarienwälder in Chile und Argentinien. Forstlich-naturwissenschaftliche Zeitschrift II, München 1897

- 1908. Die Pflanzenverbreitung in Chile. Editor Friedrich Vieweg, 5 pp.

### Libros
- 1952. Die Nadelhölzer (Koniferen) und übrigen Gymnospermen. Sammlung Göschen 355. Con Ernst Münch, Bruno Huber. 4.ª edición de Gruyter, 140 pp.

- 1950. Die Laubhölzer, Kurzgef. Beschreibg d. in Mitteleuropa gedeihenden Laubbäume u. Sträucher. Sammlung Göschen 718. Con Bruno Huber, Ernst Muench. 3.ª edición de De Gruyter, 150 pp.

- 1927. Die Nadelhölzer: (Koniferen) und übrigen Gymnospermen;... Mit 5 Tabellen. Sammlung Göschen 35. Con E. Münch. 3.ª edición de Gruyter, 156 pp.

- 1924. Die Krankheiten unserer Waldbäume und der wichtigsten Gartenhölze. Ed. ilustrada de Ferdinand Enkes. viii + 286 pp. 234 fig. Stuttgart.

- 1922. Grundriß der botanischen rohstofflehre: Ein kurzgefasstes lehr- und nachschlagebuch für techniker, fabrikingenieure, kaufleute und studierende der technischen und handelshochschulen ... Enke's Bibliothek für Chemie und Technik 6. Editor Ferdinand Enke, 304 pp.

- 1920. Die laubhölzer: kurzgefasste beschreibung der in Mitteleuropa einheimischen bäume und sträucher, sowie der wichtigeren in gärten gezogenen laubholzpflanzen. Sammlung Göschen 718. Editor G.J. Göschen, 160 pp.

- 1919. Die Krankheiten unserer Waldbäume und wichtigsten Gartengehölze: ein kurzgefasstes Lehrbuch für Forstleute und Studierende der Forstwissenschaft. Editor F. Enke, 286 pp.

- 1915. Der Eichenmehltau(Microsphaera alni [Wallr.], var. quercina). 28 pp.

- 1913. Biologie der pflanzen auf experimenteller grundlage (bionomie). Editor F. Enke, 775 pp. Reimpreso en 2010 por Kessinger Publ. 806 pp. ISBN 1169149413

- 1907. In der Heimat der Araucarie und der Araucaner. Editor Quelle & Meyer, 55 pp.

- 1904. Die Handelspflanzen Deutschlands: Ihre Verbreitung, wirtschaftliche Bedeutung und technische Verwendung. Chemisch-technische Bibliothek 268. Editor A. Hartleben, 184 pp.

- 1903. Der Paraguay-tee (Yerba Mate): sein Vorkommen, seine Gewinnung, seine Eigenschaften und seine Bedeutung als Genussmittel und Handelsartikel (El té de Paraguay (Yerba Mate): su aparición, su producción, sus características y su importancia como bebidas y artículos promocionales). Con Ludwig Vanino. Editor F. Grub, 56 pp. Reimpreso en 2010 por Kessinger Publ. 62 pp. ISBN 1160440859

- 1902. Beiträge zur Biologie der Erysipheen: II. Mittheilung. 54 pp.

- 1897. Introducción a la flora de los alrededores de Concepción. Edición reimpresa de Impr. Cervantes, 45 pp.

- 1896. Uredíneas i ustilajíneas nuevas chilenas

- 1892. Ueber Dehydracetcarbonsäure, Inaugural-Dissertation... Editor Druck von V. Höfling, 47 pp.

## Honores

### Eponimia
Género de hongos
- (Ascomycota) Negeriella Henn.[1]

- (Mikronegeriaceae) Mikronegeria Dietel[2]

Especies vegetales
- (Asteraceae) Baccharis negeri Heering ex Reiche[3]

- (Berberidaceae) Berberis negeriana Tischler[4]

- (Cyperaceae) Uncinia negeri Kük.[5]

- (Fabaceae) Adesmia negeri Dusén[6]

- (Fabaceae) Anarthrophyllum negeri Chodat & Wilczek[7]

- (Fabaceae) Patagonium negeri Macl.[8]

- (Ophioglossaceae) Sceptridium negeri (Christ) Holub[9]

- (Viscaceae) Dendrophthora negeriana Patsch.[10]

- La abreviatura «Neger» se emplea para indicar a Franz Wilhelm Neger como autoridad en la descripción y clasificación científica de los vegetales.[11]